# Thierry Bacconnier
Thierry Bacconnier (Parigi, 2 ottobre 1963 – Mornas, 1º gennaio 2007) è stato un calciatore francese.
Vinse una Coppa di Francia nel 1983 e il titolo di campione di Francia durante la stagione 1985-1986 con il Paris Saint-Germain.

## Biografia
Thierry Bacconnier nacque nel XIII arrondissement di Parigi. Suo padre, Jean Bacconnier, era un calciatore dello Stade Français negli anni '60. All'età di 2 anni, la sua famiglia si trasferì nel sud della Francia dove iniziò a giocare a calcio. Giocò nel Racing Blondel Bollène poi nello Sporting Club d'Orange. Tornò a Parigi, all'età di 17 anni, ed entrò a far parte del centro di addestramento del Paris Saint-Germain.
Thierry giocò la sua prima partita il 5 febbraio 1983 in un incontro del PSG contro il Lens (4-3 vittoria al Parco dei Principi). In totale, disputò 96 partite, sia in campionato (76), in Coppa di Francia (16) e Coppa UEFA (4)). Con i colori parigini vinse una Coppa di Francia, nel 1983, e soprattutto un titolo di campione di Francia nel 1986.
Selezionato quindici volte nella squadra under 21 francese, vinse l'edizione 1984 del Torneo di Tolone.
Si trasferì all'Isola di Reunion, dal 1992 al 1993, e fece poi ritorno in Francia. Aveva due figli, Thomas nato il 3 marzo 1988 e Sarah nata il 23 marzo 1990.

## Carriera
- Bollene
- Orange Sporting Club
- 1980-1988: Paris SG (97 partite, 2 gol)
- 1988-1990: SCO Angers
- 1990-1992: LB Châteauroux

## Palmarès

### PSG
- Campione di Francia nel 1986 con il PSG
- Vincitore della Coupe de France nel 1983 con il PSG
- Finalista della Coupe de France nel 1985 con il PSG

### Nazionale Under-21
- 15 convocazioni nella Nazionale Under-21 di calcio della Francia
- Vincitore del Torneo di Tolone, nel 1984, con la Nazionale Under-21 di calcio della Francia